# El Barrio (Ávila)
El Barrio es una pedanía del municipio Navaescurial, al sur de la provincia de Ávila, en Castilla y León, España.
Navaescurial tiene otros dos anejos: Zapata y Las Marías. El Barrio es el anejo más poblado de Navaescurial.

## Situación
El Barrio está situado en la comarca Barco-Piedrahíta (Valdecorneja). Concretamente en la carretera AV-P-517, que finaliza en el pueblo y lo une a Piedrahíta (a 6 km) y está a 59 km de Ávila. También está comunicado con Villafranca de la Sierra a través de un camino, recientemente rehabilitado, en buenas condiciones.

## Población
El Barrio está prácticamente deshabitado, sólo cuenta con una decena de vecinos. Pese a ello, en los últimos años se están construyendo una buena cantidad de casas nuevas y el turismo rural parece haber llegado al pueblo.